# Australogyra zelli

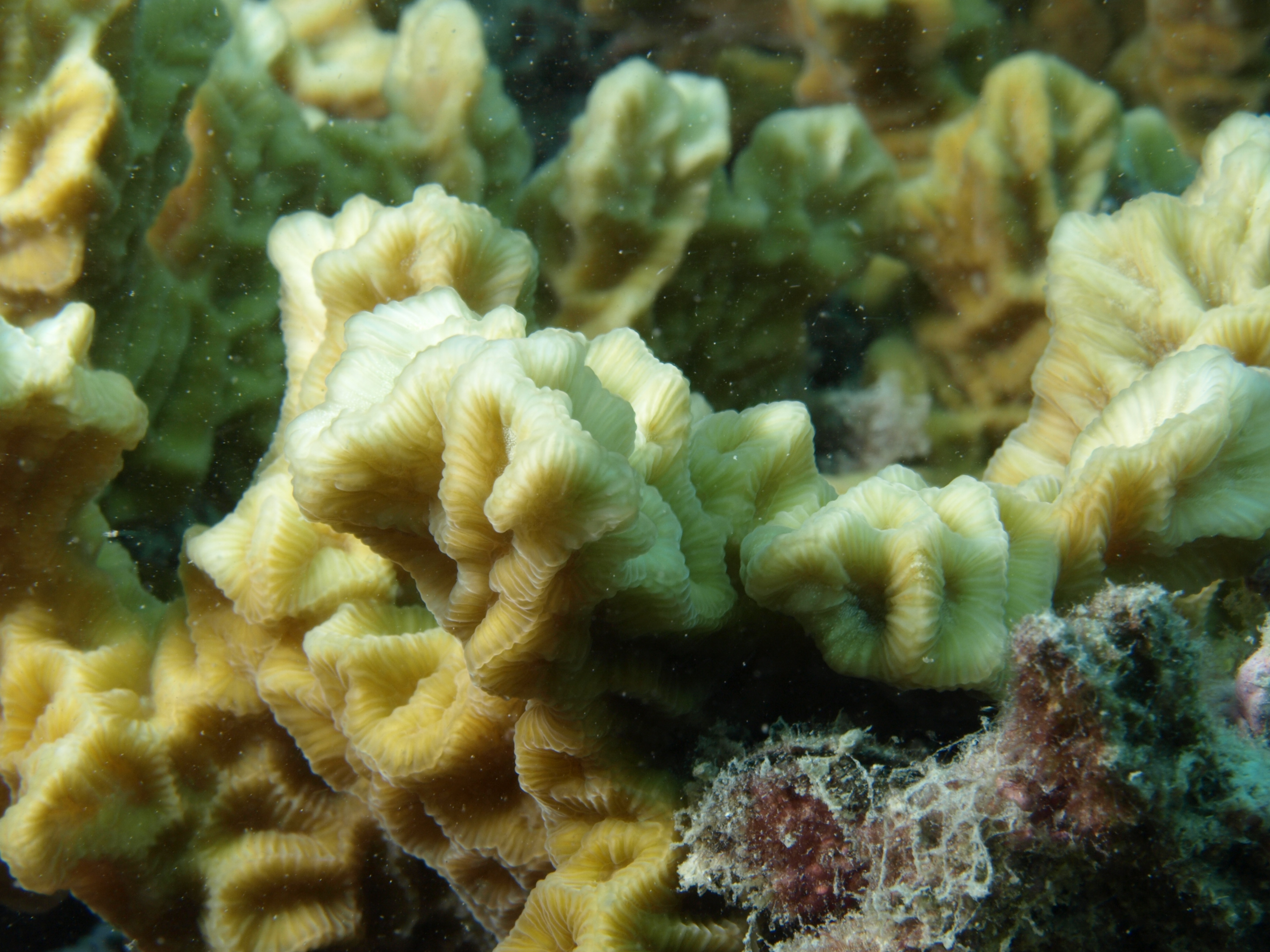
Vista de coralitos de una colonia de A. zelli en isla Aureed, Estrecho de Torres, Australia

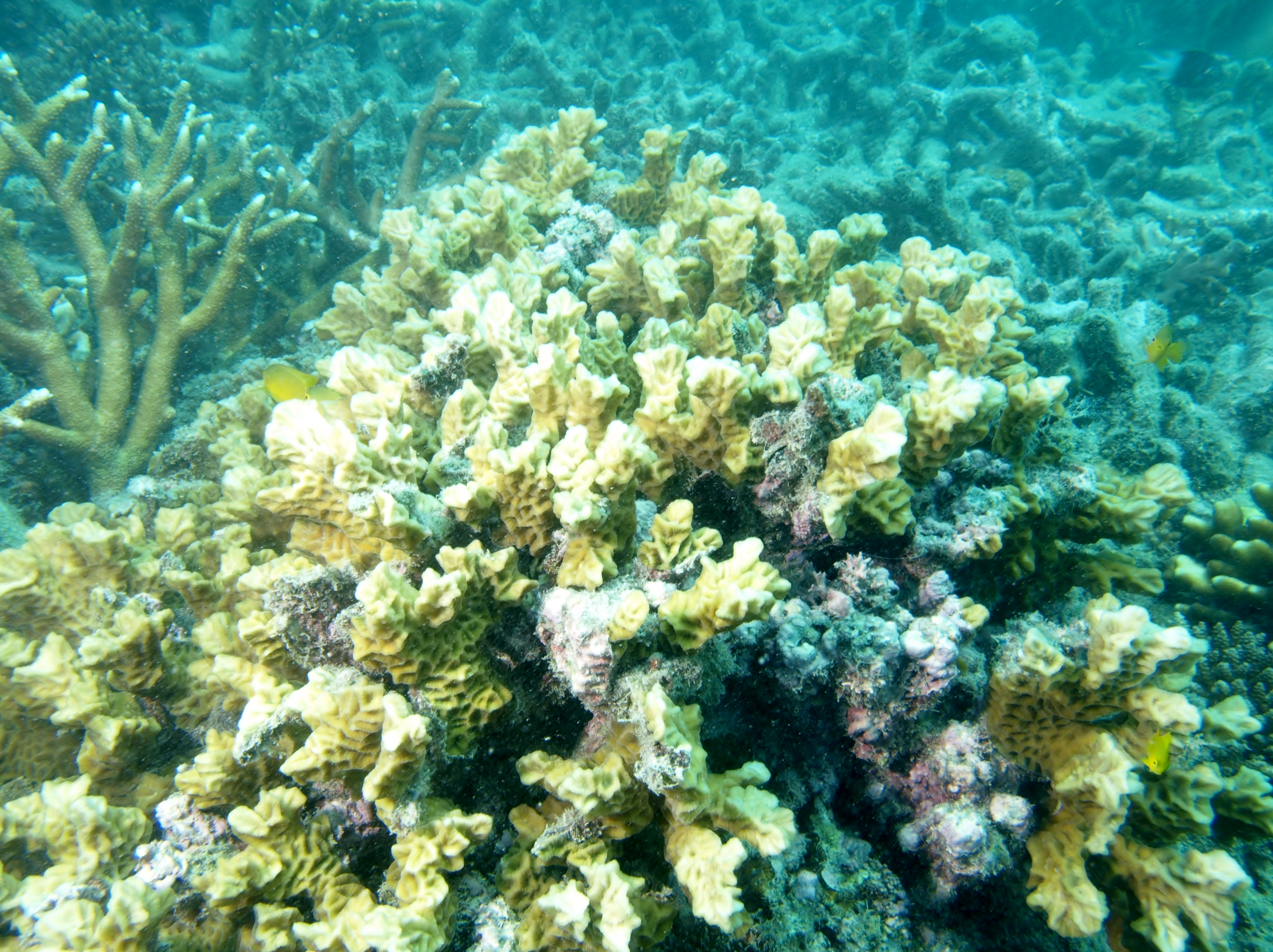
Colonias de A. zelli en isla Aureed

Australogyra zelli es una especie de coral duro de la familia Merulinidae. Es especie monotípica, o la única especies del género Australogyra.
Hasta 2012 la especie se denominó Platygyra zelli, pero un estudio de la familia Merulinidae lo emplazó en el género Australogyra.

## Morfología
Las colonias tienen un crecimiento ramificado, pudiendo conformar montículos semiesféricos compactos o matorrales de hasta 2 m, u ocurrir como un conjunto de pocas ramas aisladas. El diámetro de las ramas oscila entre 1,5 y 3 cm Los coralitos son monocéntricos y uniseriales, sus cálices son de tamaño medio, entre 4 y 15 mm, sus muros son gruesos, entre 2 y 4 mm. Los septos son dentados y tienen finas granulaciones en los lados, se disponen en menos de 3 ciclos, y su número es menor de 24. La columela es compacta o ausente.
Alrededor de su disco oral expande sus cortos tentáculos, sólo durante la noche, para cazar presas de zooplancton. Su coloración va del gris verdoso al marrón.

## Alimentación
Los pólipos contienen algas simbióticas mutualistas (ambos organismos se benefician de la relación) llamadas zooxantelas. Las algas realizan la fotosíntesis, produciendo oxígeno y azúcares, que son aprovechados por los pólipos, y se alimentan de los catabolitos del coral (especialmente fósforo y nitrógeno). Esto les proporciona entre el 70% y el 95% de sus necesidades alimenticias, el resto lo obtienen atrapando plancton con sus tentáculos y materia orgánica disuelta del agua.

## Reproducción
Australogyra se reproduce,  tanto sexual, como asexualmente. Asexualmente, mediante un proceso en el que cada pólipo se divide en dos o más pólipos hijos, en su caso solo por crecimiento intracalicular. Y sexualmente, liberando al agua tanto huevos como esperma para que se fertilicen. Los huevos fertilizados se convierten en larvas que circulan en la columna de agua, antes de establecerse fijándose al sustrato y convirtiéndose en pólipos. Posteriormente, secretan un esqueleto de carbonato cálcico, o coralito, y, tras reproducirse asexualmente por gemación, conforman la colonia coralina.

## Hábitat
Ocurre en medioambientes someros de arrecifes de coral, en un rango de profundidad entre 1 y 15 m. Suele encontrarse en aguas turbias a claras alrededor de islas, en laderas interiores y exteriores, así como en lagunas de los arrecifes.

## Distribución geográfica
Se distribuye en aguas tropicales del océano Indo-Pacífico. No es una especie común en su rango, siendo más abundante en las islas Salomón.
Es especie nativa de Australia; Camboya; Filipinas; Indonesia; Malasia; Papúa Nueva Guinea; Singapur; islas Salomón; Tailandia; Taiwán (China) Y  Vietnam.

## Amenazas
La Lista Roja de Especies Amenazadas evalúa esta especie como Vulnerable A4ce ver 3.1.
Las amenazas incluyen: enfermedades como el blanqueo de coral, el cambio climático, los daños de tormentas, la sobre-pesca, el turismo sin control, y la actividad humana. Todos estos factores han creado un efecto sinérgico que disminuye en gran medida la supervivencia y el éxito reproductivo del coral. La recuperación natural de los corales es un proceso lento, y se dificulta con esta especie, porque hay muchos inhibidores que influyen en su supervivencia.
En general, la mayor amenaza para la supervivencia de los corales es el cambio climático global, en particular el aumento de la temperatura del agua, que provoca el blanqueo de los corales, incrementa la susceptibilidad a las enfermedades, la severidad del fenómeno climático El Niño-Oscilación del Sur, y la acidificación del océano. Por otro lado, las enfermedades coralinas han emergido como una seria amenaza para los arrecifes de coral en todo el mundo y una causa mayor para el deterioro de los mismos, habiéndose incrementado notablemente en la última década. En este sentido, el creciente aumento de la temperatura del mar está incrementando dramáticamente la muerte de corales por blanqueo en todo los océanos, y las proyecciones actuales de los expertos auguran para todo el siglo XXI episodios anuales severos de blanqueo de corales en el 99% de los arrecifes de todo el mundo. De hecho, recientes estudios han constatado que en 2016 ha muerto aproximadamente el 35% de los corales en 84 áreas de las secciones norte y centro de la Gran Barrera de Coral australiana, debido al blanqueo de coral producido por el aumento de la temperatura del mar. También durante 2016, el principal arrecife de Japón, en el archipiélago de Okinawa, sufrió una decoloración por blanqueo del 70% de su extensión, y el arrecife más septentrional del mundo, situado frente a las costas de la isla japonesa de Tsushima, dónde sus aguas templadas suelen evitar episodios de blanqueo, ha sido afectado por primera vez en el 30% de su extensión, según afirma un estudio realizado en diciembre de 2016 por el Instituto Nacional de Estudios Medioambientales de Japón (NIES).
La severidad de estas amenazas combinadas para la población global de cada especie es desconocida. Australogyra
 es una especie no común y la tendencia de su población global es decreciente.

## Conservación
Australogyra, como todos los corales, está incluida en el Apéndice II de CITES, lo que significa que en los países firmantes de este tratado se requiere un permiso, tanto para su recolección, como para su comercio. Así mismo, partes del rango de distribución de esta especie están incluidas en áreas marinas protegidas. 
Las medidas recomendadas para la protección de esta especie incluyen la investigación en taxonomía, población, abundancia y tendencia, ecología y estado de sus hábitats, amenazas y resiliencia a las mismas, acciones de restauración; identificación, establecimiento y gestión de nuevas áreas protegidas; y gestión de enfermedades, patógenos y parásitos. La propagación artificial y las técnicas como la criopreservación de gametos pueden ser importantes para la conservación de la especie.